# Elek Bacsik
Elek Bacsik (* 22. Mai 1926 in Budapest; † 14. Februar 1993 in Glen Ellyn, Illinois bei Chicago) war ein ungarischer Jazzgeiger und Jazzgitarrist.

## Leben
Der aus einer Roma-Familie stammende Bacsik begann im Alter von vier Jahren mit dem Violinenspiel und studierte später am Budapester Konservatorium. Er trat ab 1943 hauptsächlich als Gitarrist, die er sich autodidaktisch beibrachte, in Folkloregruppen, wie der des Akkordeonisten Mihály Tabányi, auf. Des Weiteren nahm er zahlreich – sowohl mit Gitarre, Geige als auch mit Bass und Cello – auf. 
Drei Jahre diente er in der ungarischen Armee. 1949 verließ er Ungarn und trat eine Zeit lang in Österreich und der Schweiz mit seinem Freund, dem Pianisten György Cziffra, auf. Danach war er rund zwei Jahre im Libanon, wo er sowohl in Tanzorchestern als auch in klassischen Orchestern musizierte. 1951 spielte er in Italien und fertigte u. a. Aufnahmen mit dem Trio des neapolitanischen Pianisten und Sängers Renato Carosone (1920–2001) für Pathé, wo er Bass, Geige, Gitarre spielt, an. 1957 spielte er in Spanien und für kurze Zeit in Portugal. 
Ab 1959 lebte er in Paris, wo er mit dem amerikanischen Jazz-Pianisten Art Simmons im Trio mit Michel Gaudry im Mars-Club nahe der Champs-Elysees Bass spielte. Während seines Aufenthalts in Frankreich trat er auch mit Jazzmusikern wie Clark Terry, Kenny Clarke, Pierre Michelot, Dizzy Gillespie, Lou Bennett, Georges Arvanitas, Quincy Jones und Chanson-Sängern wie Barbara, Sacha Distel, Serge Gainsbourg, Claude Nougaro, Juliette Gréco, Jeanne Moreau  auf. Dizzy Gillespie lud ihn 1962 zu einem gemeinsamen Auftritt zum Jazzfestival in Juan-les-Pins ein. Dabei wurde eine Live-Platte aufgenommen. Er hatte auch Erfolg mit Gitarren-Adaptationen der Werke von Dave Brubeck („Blue Rondo a la Turk“, „Take Five“). Regelmäßige Auftritte in Fernsehshows machten ihn in Frankreich einer breiten Masse bekannt und berühmt. Wiederveröffentlichte Aufnahmen aus dem Jahr 1962 erweisen ihn als eleganten und modernen Musiker internationalen Formats, mit deutlichen Einflüssen von Wes Montgomery und Jim Hall, der aber auch Tal Farlow und Laurindo Almeida als Vorbilder benennt.
1966 ging er in die Vereinigten Staaten, wo er zunächst mit Zigeuner-Gruppen, z. B. „Zigani Ballet“, sowie mit der Bouzouki-Gruppe des armenischen Violinisten Hrach Yacoubian tourte und sich dann in Las Vegas niederließ, wo er auch einige Platten aufnahm (Themen aus der TV-Musik, Begleitung von Sängern wie Tony Bennett). Zeitweise spielte er auch Violine in einem Begleitorchester von Elvis Presley. 1974 holte ihn der Produzent Bob Thiele in die Jazzszene zurück: Er trat als Violinist mit Dizzy Gillespie auf dem Newport Jazz Festival auf und nahm die Promotion-LP „I love you“ mit All-Star-Besetzung (Oliver Nelson, Altsaxophon, Hank Jones, Klavier, Bucky Pizzarelli, Gitarre, Ray Barretto, Percussion, Richard Davis, Kontrabass und Elvin Jones, Schlagzeug) auf und 1975 „Bird and Dizz – a musical tribute“ (auf elektrischer Violine). Dann ging er wieder nach Las Vegas, wo er Konzertmeister des Orchesters des Sängers Wayne Newton war. 1989 spielte er auf dem ersten Jazz-Festival in Québec, wonach er 1990/91 mehrere Monate in Jazzclubs und Restaurants in Québec und Montreal spielte. 
1991 erlitt er einen Schlaganfall, der ihn teilweise lähmte. Hinzu kam eine Lungenkrebserkrankung, die per Chemotherapie behandelt wurde. Er verstarb 1993 in den USA.

## Diskographie
- The electric guitar of the eclectic Elek Bacsik (Nuages), mit Pierre Michelot (Kontrabass), Michel Gaudry (Kontrabass), Daniel Humair (Schlagzeug), Kenny Clarke (Schlagzeug). Collection Jazz In Paris (Aufnahme zuerst bei Fontana, 1962)
- Guitar Conceptions, mit Maurice Vander (Orgel), Guy Pedersen (Kontrabass), Daniel Humair (Schlagzeug). Collection Jazz In Paris (Aufnahme zuerst Fontana 1963)
- Dizzy Gillespie, Dizzy on the French Riviera, Polygram, 1962 (zunächst LP unter dem Titel „The New Sound of Jazz“, mit Lalo Schifrin, Leo Wright u. a. bei Philips)
- Jeanne Moreau, 12 Chansons nouvelles, 1966
- I love you, 1974 (er spielt elektrische Violine, Violine, ein Blues auf elektrischer Gitarre)
- Bird and Dizzy: A Musical Tribute (Flying Dutchman, 1975)
- Serge Gainsbourg Gainsbourg confidentiel, Philips 1963